# Jozef Geens
Josephus Florentinus (Jozef) Geens (Geetbets, 1 augustus 1893 - Ellrich, 30 januari 1945) was een Belgische burgemeester en verzetsstrijder. Ook zijn oudste zoon, Emile (Mil) Geens (1919-2010), was bij het Belgisch verzet in de Tweede Wereldoorlog

## Levensloop
Geens was landbouwer en familie van een reeks vermaarde molenaars in het Hageland. In 1939 werd hij burgemeester van Kortenaken. Op 6 april 1944 werd hij opgepakt door de Duitse bezetters. Jef Geens verbleef één maand in Breendonk. Prosper Willems uit Neerlinter overleefde de oorlog en verklaarde op 19 maart 1949 aan de rijkswacht dat hij in dezelfde cel verbleef als Jef Geens in Breendonk. Jef Geens maakte nog de executie mee in Breendonk van weerstander René Dierickx uit Kersbeek-Miskom, 23 jaar oud. Mogelijk kende hij de jonge verzetsstrijder. Die werd op 26 april 1944, samen met 7 Leuvenaars, gefusilleerd. Prosper Willems en Jef Geens  werden op zaterdag 6 mei 1944 in opdracht van de SD van Brussel op transport naar Duitsland gezet. In vrachtwagens werden enkele honderden gevangenen uit Breendonk naar het station van Willebroek gevoerd om over te stappen in één van de beruchte beestenwagons die de Duitsers gebruikten voor het vervoer van gevangenen. Vanuit Schaarbeek vertrokken 920 Belgen en een 50-tal gevangenen met een andere nationaliteit via Namen, Luxemburg, Koblenz, Erfurt en Weimar naar het eindstation, concentratiekamp Buchenwald. Op 23 mei 1944 werd hij op transport gezet naar Nordhausen en vandaar naar Dora, de 'hel van Buchenwald', tot oktober 1944 nog een deelkamp van Buchenwald. Hij werd een van de vele werkslaven van het tunnelcomplex voor de V1- en V2-productie. Ook tijdens de Eerste Wereldoorlog was Jef Geens onder gewapende begeleiding vanuit Diest naar Duitsland getransporteerd als werkslaaf.
Op 6 oktober 1942 voerden de Duitsers de verplichte tewerkstelling van Belgische arbeiders in Duitsland in. Dat was voor velen in België het teken om onder te duiken en zich aan te sluiten bij het verzet. In begin 1943 sluit ook Jef Geens zich aan. De kwalijke herinneringen aan zijn verplichte tewerkstelling in Duitsland tijdens de Eerste Wereldoorlog zullen een extra stimulans geweest zijn. Jef Geens werd verraden als weerstander door een dorpsgenoot en met vijf anderen gearresteerd door de Duitse politie (SIPO-SD). Joseph Goossens, groepsleider van de weerstandsgroepering BNB, de Belgische Nationale Beweging, gewest Zoutleeuw, verklaarde op 23 maart 1949 aan de rijkswachtbrigade van Rummen: "Geens Joseph was lid van onze weerstandsgroepering van in 1943. Hij was één van de bijzonderste weerstanders van onze groep..." Ook weerstander en majoor, Paul Depauw, getuigt schriftelijk op 9 maart 1947 dat Jef Geens ingeschreven was onder n° 5181. Goossens leefde ondergedoken. Hij kreeg vervalste identiteitskaarten van de burgemeester. Deze liet volgens Goossens ook bevolkingsregisters uit het gemeentehuis verdwijnen om het opsporen van werkweigeraars te bemoeilijken. In opdracht van Geens werd zijn eigen veld met koolzaad vernietigd. Geens betaalde er Goossens zelfs 100 frank voor. De Duitsers gebruikten koolzaad immers om Ersatz-brandstof van te maken. Ten slotte verstopte hij oorlogswapens voor het verzet en verstrekte hij inlichtingen over de bezetter.
Hij overleed op 30 januari 1945 in concentratiekamp Ellrich, de 'hel van Dora', een deelkamp van het Mittelbau-Doracomplex. Te zijner nagedachtenis werd op de voorgevel van het gemeentehuis van Kortenaken een gedenkplaat geplaatst.
Het oorspronkelijke handgeschreven 'Totenbuch' van Ellrich vermeldde dat Jozef Geens op 3 februari 1945 overleed en op dinsdag 6 februari werd 'afgevoerd', dit betekent verbrand op een brandstapel. In het elektronisch archief van Gedenkstätte Mittelbau-Dora staat 30 januari als sterfdatum. Er werd op 23 januari 2022 hierover een bijkomende vraag gesteld aan Anett Dremel, de archiefverantwoordelijke van de KZ-Gedenkstätte Mittelbau-Dora. Zij vermeldt in haar antwoord van 31 januari 2022 dat de dagelijkse 'Stärkemeldung' door de SS zeer vermoedelijk de meest correcte opgave is. Hierin werd genoteerd dat Josef Geens op 30 januari stierf. Zijn nationaliteit werd echter verkeerdelijk als Nederlands opgegeven. Dit bemoeilijkte aanvankelijk vragen over zijn overlijden vanuit België. Schutzhaftlagerführer Otto Georg Werner Brinkmann (1910–1985) ondertekende de lijst.
Geens was de oom van de latere minister Gaston Geens en grootvader van actrice Assunta Geens. Ook de oudste zoon van Jozef Geens en vader van Assunta was verzetsstrijder. Zoon Emile (Mil) was tijdens de Tweede Wereldoorlog van 1 juni 1943 tot 17 november 1944 gewapende weerstander met de graad van sergeant in de OMBR of Organisation Militaire Belge de Résistance, de Belgische Militaire Weerstandsbeweging, Hij kreeg lidnummer 3264. Op 26 november 1948 werd hij aanvaard door de Controlecommissie Brussel IV en bevestigd door kolonel De Ridder, hoofd van de Dienst Weerstand van het Belgisch leger op 11 april 1949. Voor zijn oorlogsverdiensten kreeg Mil de medaille van de weerstand met twee gekruiste sabels. Hij deed gewapende bewakingsopdrachten. Zo was hij verkenner bij de sabotage van een spoorlijn. Omdat de leiding van de operatie een dubbelspion vermoedde bij het commando moest Mil deze persoon extra in de gaten houden. Indien hij bijvoorbeeld lichtseinen of geluidssignalen zou geven, mocht hij gewapend optreden. Een andere keer vervoerde hij, per fiets, een Engelse jachtpiloot met een gebroken been voor de 'lifeline' naar Schaffen en ontsnapte, met de piloot, ternauwernood aan een mogelijk nare ontmoeting met een Duits militair transport. Hij maakte verschillende valse paspoorten, onder meer voor Joodse kinderen, en trad op als gids en vertaler voor het Amerikaans leger. Zijn wedervaren werd in een documentaire verfilmd in 'Konvooi uit Kortenaken' door Ingrid Bertrand.
Commandant Depauw (OMBR) verklaarde schriftelijk op 3 oktober 1944 dat Emile Geens, sergeant, speciale brigade, deelnam aan gewapende acties te Stevoort-Nieuwerkerken en in Bree. Zo nam hij in Nieuwerkerken deel aan gevechten tegen Duitse soldaten die een Amerikaanse verkenningseenheid beschoten. Emiel begeleidde de voorhoede, achteraan op de moto, als gids en vertaler, zowel van en naar het Engels als het Duits. Ook deze moto lag onder vuur. Een opgeroepen Amerikaanse tank schakelde de Duitsers ten slotte uit. Mil zorgde dat een stervende Duitse soldaat de laatste sacramenten kreeg. Naast gewapende acties liet hij, volgens Depauw, bovendien registers verdwijnen en fabriceerde hij heel wat valse paspoorten, onder meer voor Joodse kinderen.
Nog drie familieleden van Jef en Mil Geens kwamen om in nazi-kampen tijdens de Tweede Wereldoorlog. Allen waren politieke gevangenen:
- Willy Beckers (1925-1944). Lid van het Geheim Leger. Aangehouden door de Gestapo op zondag 27 juni 1943. Overleden in 'Zwangarbeitslager Graz-Liebenau' ('Lager Z'), Oostenrijk, op woensdag 29 november 1944, kleinzoon van Emilie Geens (Orsmaal 1840 - Budingen 1911) en Jan Beckers (1839-1933).
- Joseph Beauduin (1896-1944). Gemeenteraadslid en lid van de Commissie van Openbare Onderstand van Zoutleeuw. Politiek gevangene, omgekomen in het KZ Neuengamme Duitsland op dinsdag 26 december 1944, echtgenoot van Marcelle Geens (Zoutleeuw 1892, + Sint Martens Latem, datum?).
- Raoul Beauduin (1922-1945) stierf in Neuruppin Duitsland op woensdag 25 april 1945 tijdens één van de zogenaamde dodenmarsen nadat KZ Sachsenhausen, waar hij was opgesloten als politiek gevangene, werd ontruimd op het einde van de oorlog. Hij overleed vijf dagen voor de bevrijding van deze stad door de sovjets op 1 mei 1945. Raoul was zoon van Marcelle Geens en Joseph Beauduin (zie hierboven) en kleinzoon van Joseph Geens (1840-1904) en Eugenie Sneyers (1860-1916), molenaars in Zoutleeuw.